# Гарнак, Феодосий Карлович
Феодосий Карлович Гарнак (нем. Theodosius Harnack; 1816/1817, Санкт-Петербург — 1889, Дерпт) — заслуженный лютеранский богослов, почётный профессор Дерптского университета.

## Биография
Родился в Санкт-Петербурге 22 декабря 1816 (3 января 1817) года. Прибалтийский немец, сын прусского подданного. Отец Гарнака по материнской линии, Густав Эверс, издал «Справочник по истории догматов» Мюнтера.
С 1834 года по 1837 год изучал богословие в Дерптском университете, где получил степень кандидата богословия. Оставив Дерпт, некоторое время работал домашним учителем в богатых семьях. Затем обучался в университетах Берлина, Бонна и Эрлангена.
Вернувшись в Россию, защитил диссертацию «Commentationum in prologum Evangelii secundum Joannem particula I» (Дерпт, 1843) и по ходатайству Совета Дерптского университета ему было разрешено читать лекции на кафедре практического богословия; 14 апреля 1844 года он защитил диссертацию на степень магистра богословия «Die Ideen der Predigt, entwickelt aus dem Wesen des protestantischen Kultus» (Эльберфельд, 1844) и 15 июня был утверждён в должности штатного приват-доцента по той же кафедре.
В 1845 году появилось его сочинение «Die Grundbekentnisse der evangelisch-lutherischen Kirche», после чего он был избран исправляющим должность экстраординарного профессора (избрание утверждено 10 октября 1845). В декабре 1846 года он выдержал докторский экзамен; 2 февраля 1847 года посвящён в проповедники для университетского богослужения. В мае того же года защитил диссертацию на степень доктора «Disputatio de theologia practica recte definienda et adornanda» и 5 июля был утверждён экстраординарным профессором; наконец, 4 ноября 1848 года назначен ординарным профессором; 8 марта 1852 г. избран на кафедру догматики и нравственного богословия (утвержден 20 октября); 25 марта 1852 года произведён в коллежские советники.
Выступал за лютеранскую ортодоксию во время конфликта с чешскими братьями. В 1853 году был приглашён на кафедру практического богословия в университете Эрлангена.
Спустя 13 лет он вновь был избран Дерптским университетом на кафедру практического богословия и 12 июля 1866 года определён ординарным профессором (с 9 июня). Трёхлетие с 1 января 1867 года он состоял деканом богословского факультета. Был также председателем комитета Ливонского Синода по литургической реформе; его работа (Liturgische Formulare…) послужила основой для проведения литургических реформ в 1885 и 1898 годах.
Произведён в статские советники 6 ноября 1868 года. Награждён орденом Св. Станислава 2-й степени с императорской короной (24.12.1871).
В апреле 1872 года его постиг апоплексический удар, подорвавший его здоровье, но ещё в течение трёх лет продолжал педагогическую деятельность; в отставку вышел 5 августа 1875 года. Однако продолжал учёно-литературную деятельность и написал в это время свои самые главные теологические труды: издал в 1877—1878 гг. 2 тома «Practische Theologie» и в 1885 году второй том своего труда, касающегося теологии Лютера: «Luthers Theologie mit besonderer Beziehung auf seine Versöhnungs- und Erlösunglehre» (1-й том вышел в 1862 году).
Из его детей известность приобрели близнецы: теолог Адольф Гарнак и математик Аксель Гарнак.
Умер 11 (23) сентября 1889 года в Дерпте.

## Избранные сочинения
Главным интересом его деятельности, как теолога, было изучение Cultusgeschichte — строгая систематизация всей практической теологии с точки зрения евангелическо-лютеранских религиозных убеждений.
- Die Grundbekenntnisse der evangelisch-lutherischen Kirche = Главные вероучительные тексты Евангелическо-лютеранской церкви (Дерпт, 1845)
- Der christliche Gemeindegottesdienst im apostolischen und altkatholischen Zeitalter (1854)
- Der Kleine Katechismus M. Luthers in seiner Urgestalt kritisch untersucht und herausgegeben (1856)
- Die lutherischen Kirche Livlands und die Herrnhuter Brüdergemeine (Эрланген, 1860)
- Die Kirche, ihr Amt, ihr Regiment (1862)
- Luthers Theologie mit besonderer Beziehung auf seine Versöhnungs- und Erlösungslehre (Т. I, 1862; Т. II, 1885)
- Die freie lutherische Volkskirche (1870)
- Liturgische Formulare zur Vervollständigung und Revision der Agende für die evangelische Kirche in Rußland (Дерпт, 1872—1874)
- Praktische Theologie (1877—1878)
- Katechetik und Erklärung des Kleinen Katechismus Luthers (1882).
- Über den Kanon und die Inspiration (1885).